# مسیحای وحشی (فیلم ۱۹۷۲)
مسیحای وحشی (به انگلیسی: Savage Messiah) فیلمی محصول سال ۱۹۷۲ و به کارگردانی کن راسل است. در این فیلم بازیگرانی همچون دروتی توتین، اسکات آنتونی، هلن میرن، مایکل گاف، پیتر وان و بن آریس ایفای نقش کرده‌اند.